# 贝诺·埃克曼
贝诺·埃克曼（Beno Eckmann，1917年3月31日—2008年11月25日）是瑞士数学家，对代数拓扑、同调代数、群论和微分几何做出了贡献。

## 生活

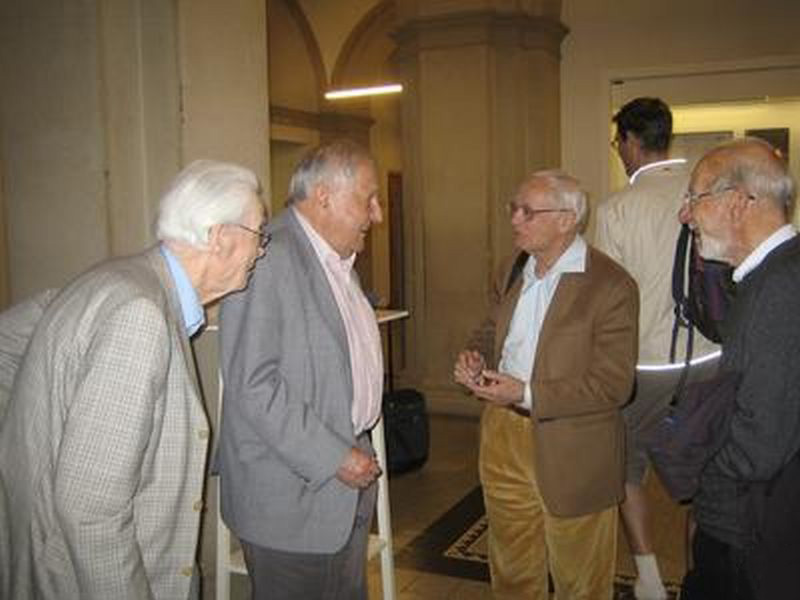
贝诺·埃克曼、彼得·希尔顿、让-皮埃尔·塞尔和安德烈·海夫里格，2007 年在苏黎世

埃克曼出生于伯尔尼，他于1939年获得苏黎世联邦理工学院硕士学位。后来他师从海因茨·霍普夫，并在1941年获得博士学位。埃克曼于2008年获得阿尔伯特·爱因斯坦奖。

## 殊荣
卡拉比-埃克曼流形、埃克曼-希尔顿对偶性、埃克曼-希尔顿论证和埃克曼-夏皮罗引理均以埃克曼命名。

## 家族
埃克曼的儿子是一名数学物理学家，让-皮埃尔·埃克曼。